# Тегла Лоруп
Тегла Чепкин Лоруп (рођена 9. маја 1973) је бивша кенијска атлетичарка. Такмичила се у трчању на дужим стазама, полумаратону и маратону. Има неколико златних медаља на Светском првенству као и две златне медаље на Њујоршком маратону.

## Биографија
Тегла је рођена у мало селу 600 киломатара северно од Најробија. Њени родитељи су из етничке групе Нилоти, која живи на тромеђи Кеније, Етиопије и Уганде. Атлетиком је почела да се бави још као дете, али није имала велику подршку. Чак јој је и отац говорио да због висине неће моћи да се озбиљно бави трчањем. Ипак пошто је била најбоља у кросу 1988. године добила је поверење и од националног савеза Кеније.

### Међународна такмичења
Током своје богате каријере учествовала је на свим светским шампионатима са завидним резултатима. Ипак остаје жал да и поред тога што је учествовала на три Олимпијаде није освојила нити једну олимпијску медаљу. Са друге стране има неколико златних медаља, пре свега у плумаратону као и неколико сребрних и бронзаних медаља. У наставку је листа достигнућа на међународној сцени.
| Година | Такмичење                        | Град      | Позиција | Дисциплина   |
| 1992.  | Олимпијске игре                  | Барселона | 17.      | 10.000 m     |
| 1993.  | Светско првенство                | Штутгарт  | 4.       | 10.000 m     |
| 1995   | Светско првенство                | Гетеборг  | 3.       | 10.000 m     |
| 1996   | Олимпијске игре                  | Атланта   | 6.       | 10.000 m     |
| 1997.  | Светско првенству полумаратону   | Кошице    | 1.       | Индивидуално |
| 1997.  | Светско првенству полумаратону   | Кошице    | 2.       | Тимски       |
| 1997.  | Светско првенство                | Гетеборг  | 6th      | 10.000 m     |
| 1998.  | Светско првенство у полумаратону | Цирих     | 1.       | Индивидуално |
| 1998.  | Светско првенство у полумаратону | Цирих     | 1.       | Team         |
| 1999.  | Светско првенство у полумаратону | Палермо   | 1.       | Индивидуално |
| 1999.  | Светско првенство у полумаратону | Палермо   | 1.       | Тимски       |
| 1999.  | Светско првенство                | Севиља    | 3.       | 10.000 m     |
| 2000   | Олимпијске игре 2000.            | Сиднеј    | 13.      | маратон      |
| 2000   | Олимпијске игре 2000.            | Сиднеј    | 5.       | 10,000 m     |
| 2005.  | Светско првенство                | Хелсинки  | 40.      | Маратон      |

### Маратони
Током деведесетих година учествовала је у најзначајнијм светским маратонима и то са великим успехом. У наставку је табела са достигнућима на тим маратонима.
| Година | Град     | Пласман |
| 1994.  | Њујорк   | 1.      |
| 1995.  | Њујорк   | 1.      |
| 1997.  | Ротердам | 1.      |
| 1998.  | Ротердам | 1.      |
| 1998.  | Њујорк   | 3.      |
| 1999.  | Ротердам | 1.      |
| 2000.  | Лондон   | 1.      |
| 2002.  | Лозана   | 1.      |

## Споњљашње везе
- Биографија Тегла Лоруп
- Профил на сајту Маратон инфо
- Фондација тегле Лоруп  Архивирано 2013-04-16 на сајту